# Lagoon Engine
Lagoon Engine, ラグーンエンジン, är en mangaserie tecknad av Yukiru Sugisaki.
Den handlar om Yen och Jin som är bröder. De går i samma plugg och övar dessutom för att en dag ta över familjeföretaget - en rörelse ägnad åt att bekämpa spöken och onda andar. I andevärlden slåss de mot onda "maga" genom att gissa motståndarens sanna namn. Den som känner sin fiendes namn har nämligen makt över honom.